# Jesuitenreduktionen der Chiquitos

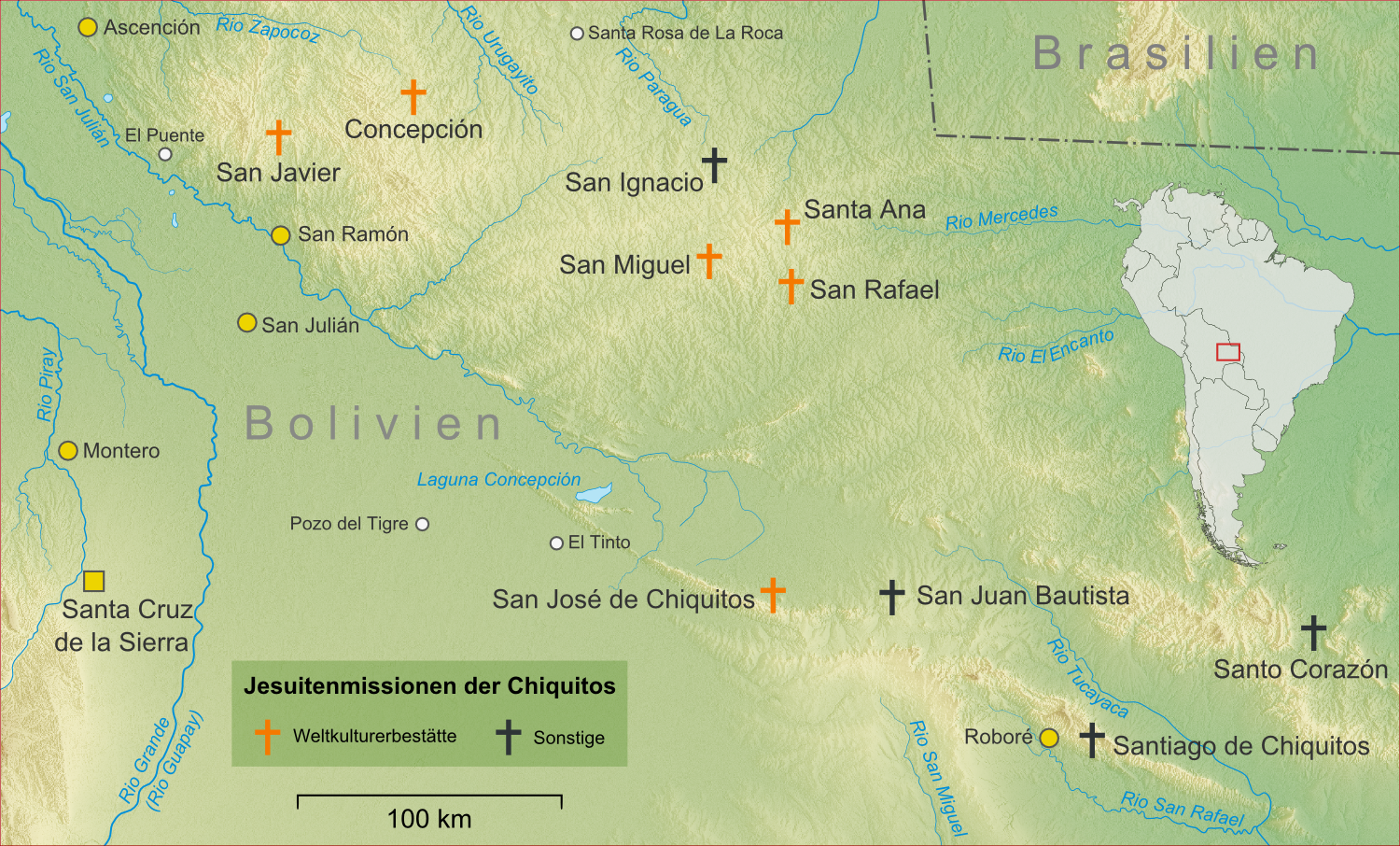
Lage der Jesuitenmissionen der Chiquitos mit heutiger Landesgrenze

Als Ensemble Jesuitenmissionen der Chiquitos ernannte die UNESCO 1990 sechs Städte im Departamento Santa Cruz im Osten Boliviens zum Weltkulturerbe. Die sechs Missionen befinden sich teilweise mehrere hundert Kilometer voneinander entfernt östlich und nordöstlich von Santa Cruz de la Sierra.
Das Welterbe umfasst folgende sechs Städte:

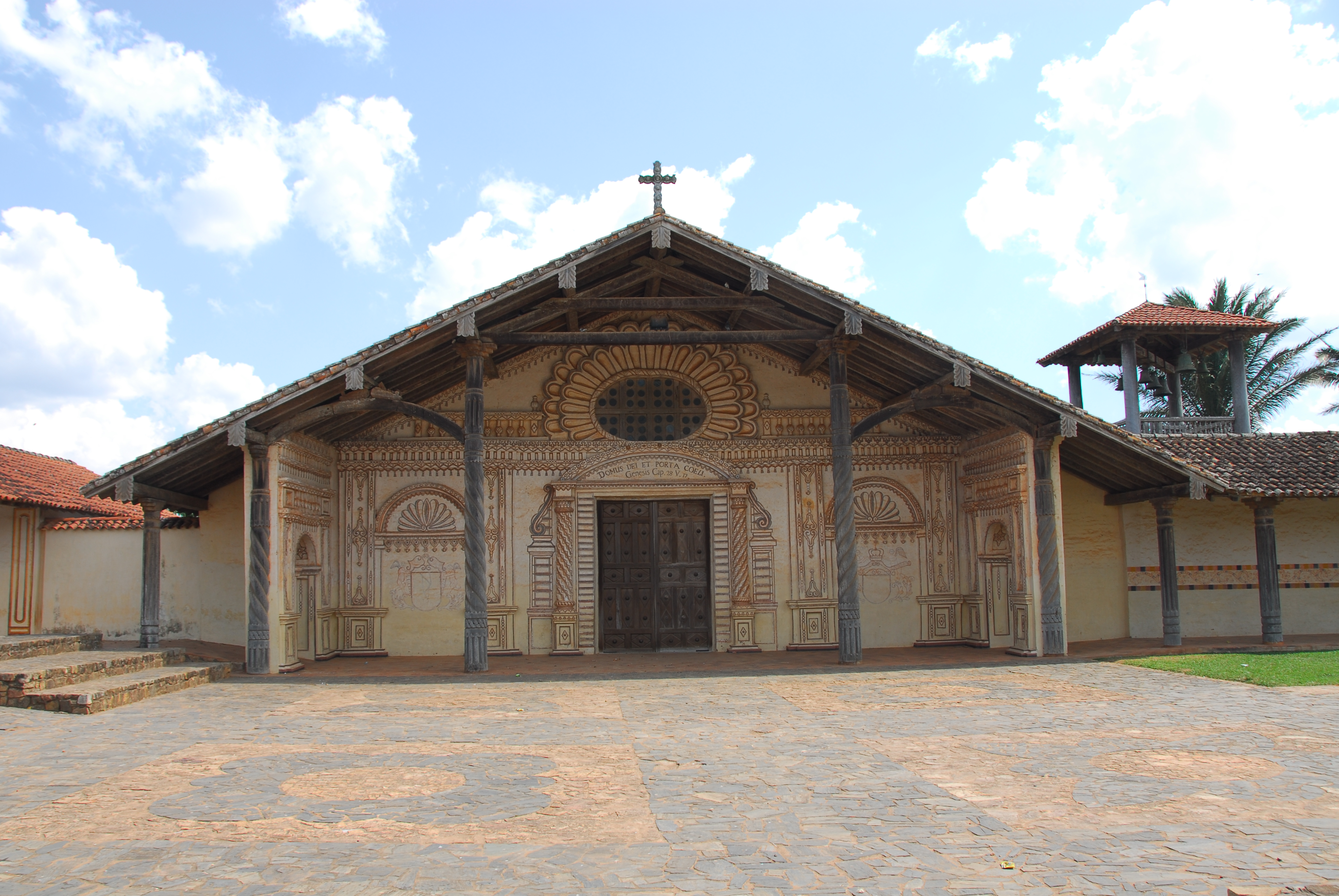
San Javier
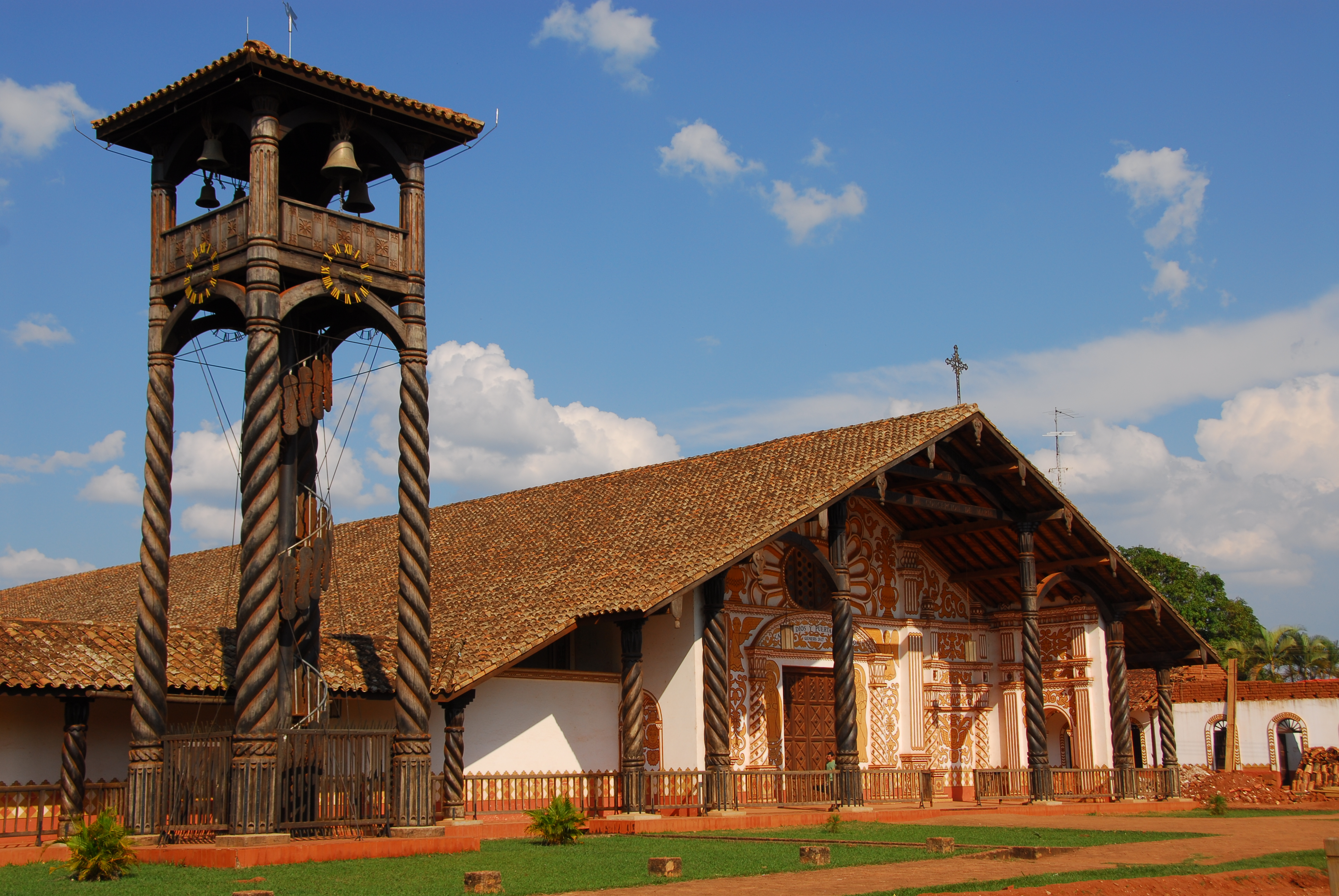
Concepción
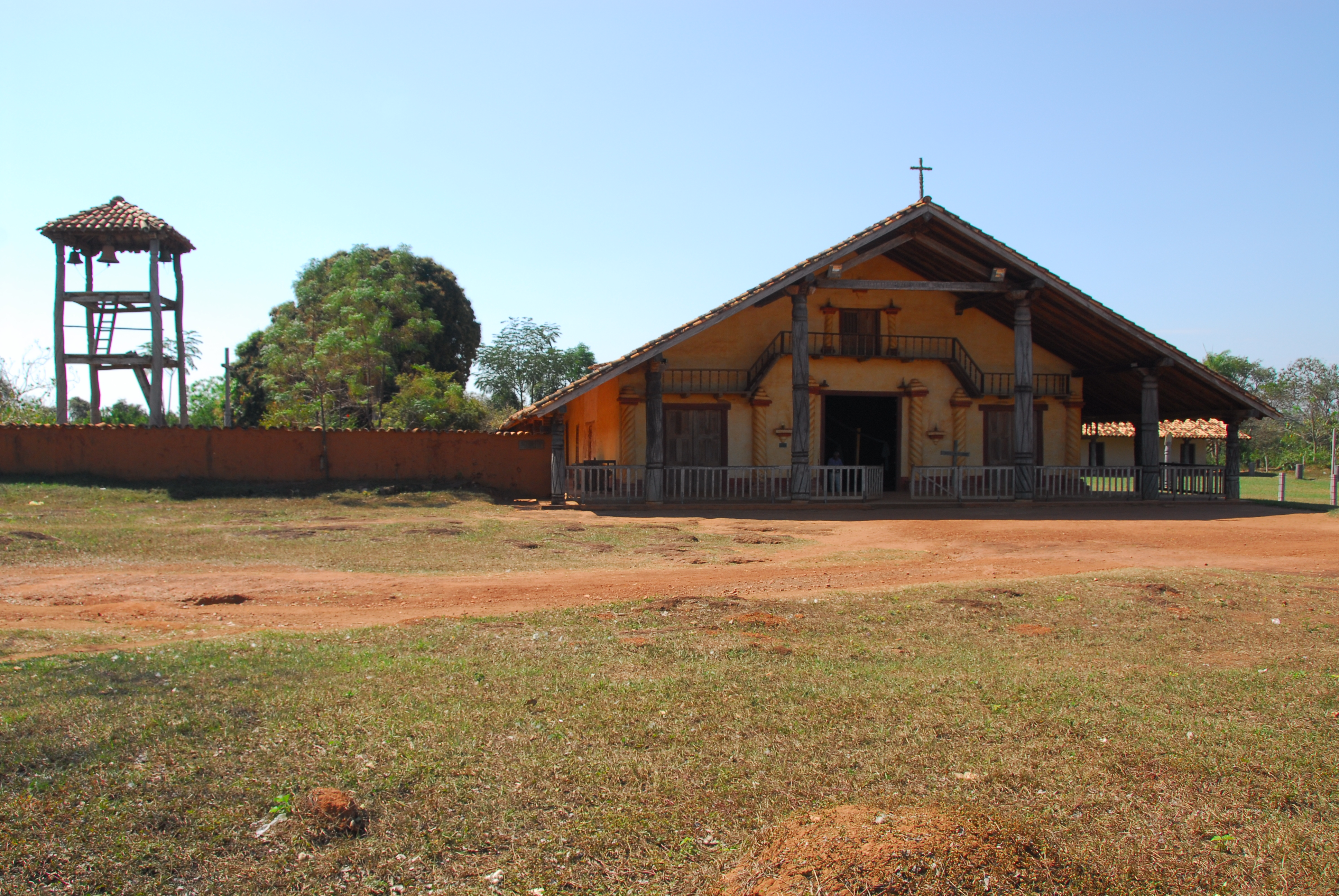
Santa Ana
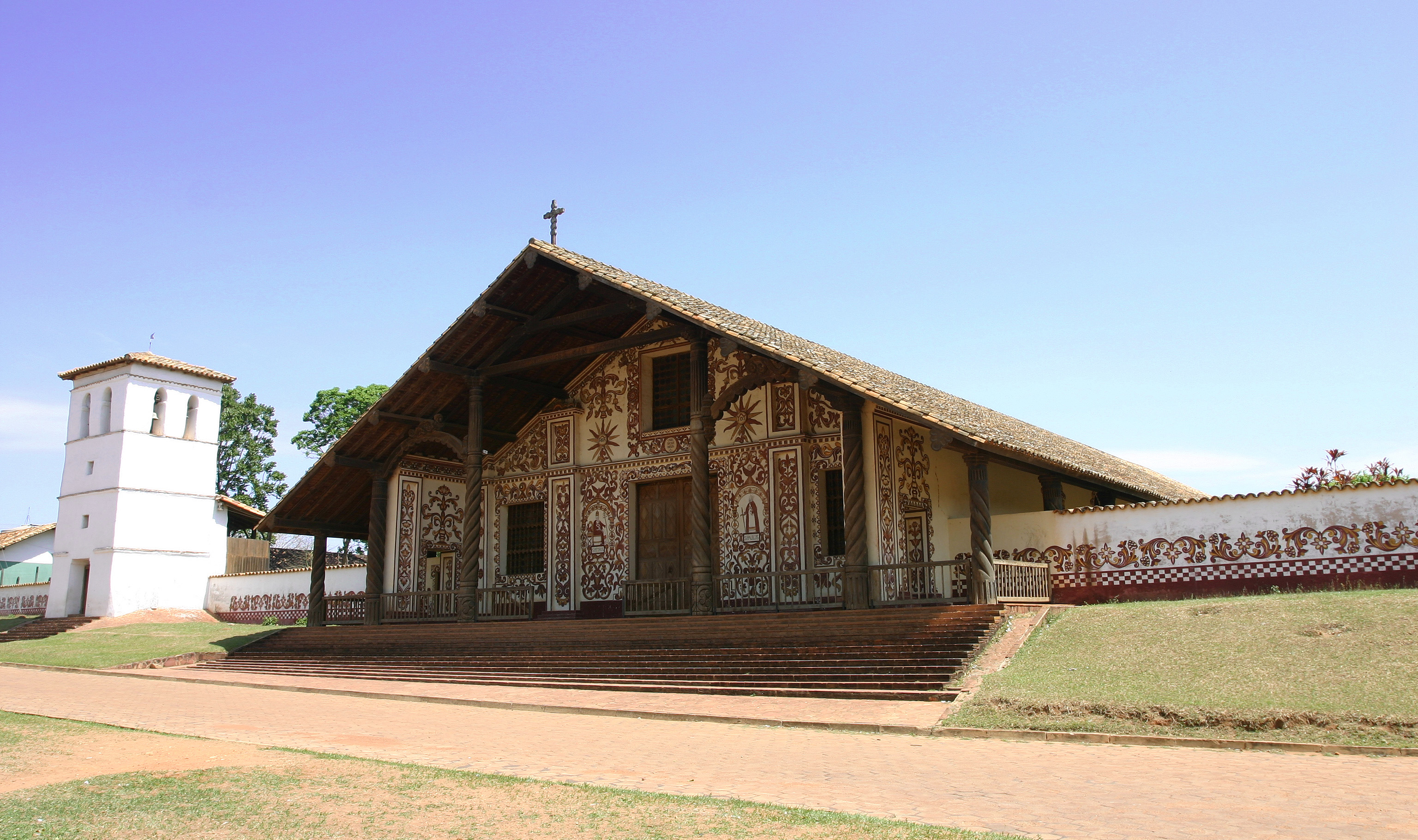
San Miguel
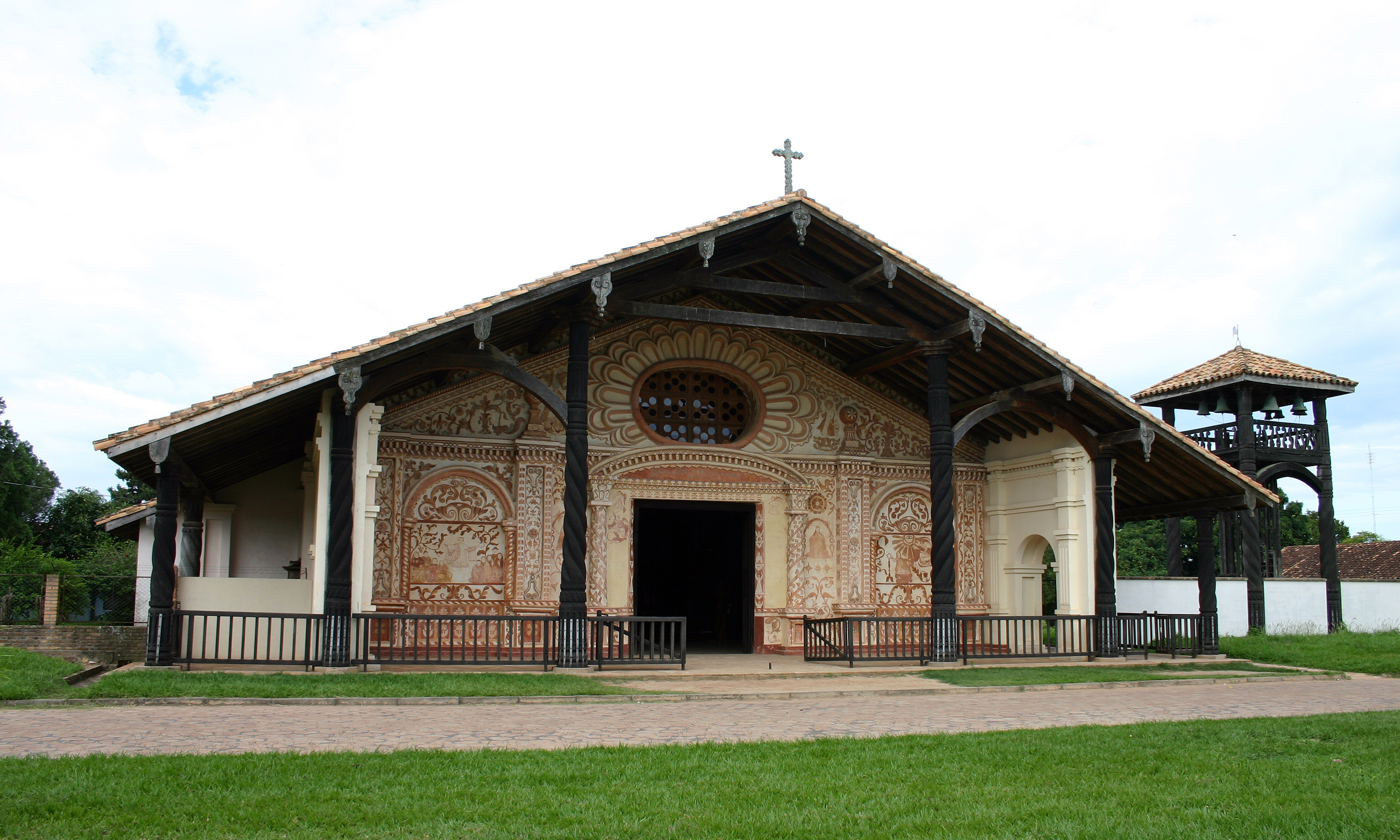
San Rafael
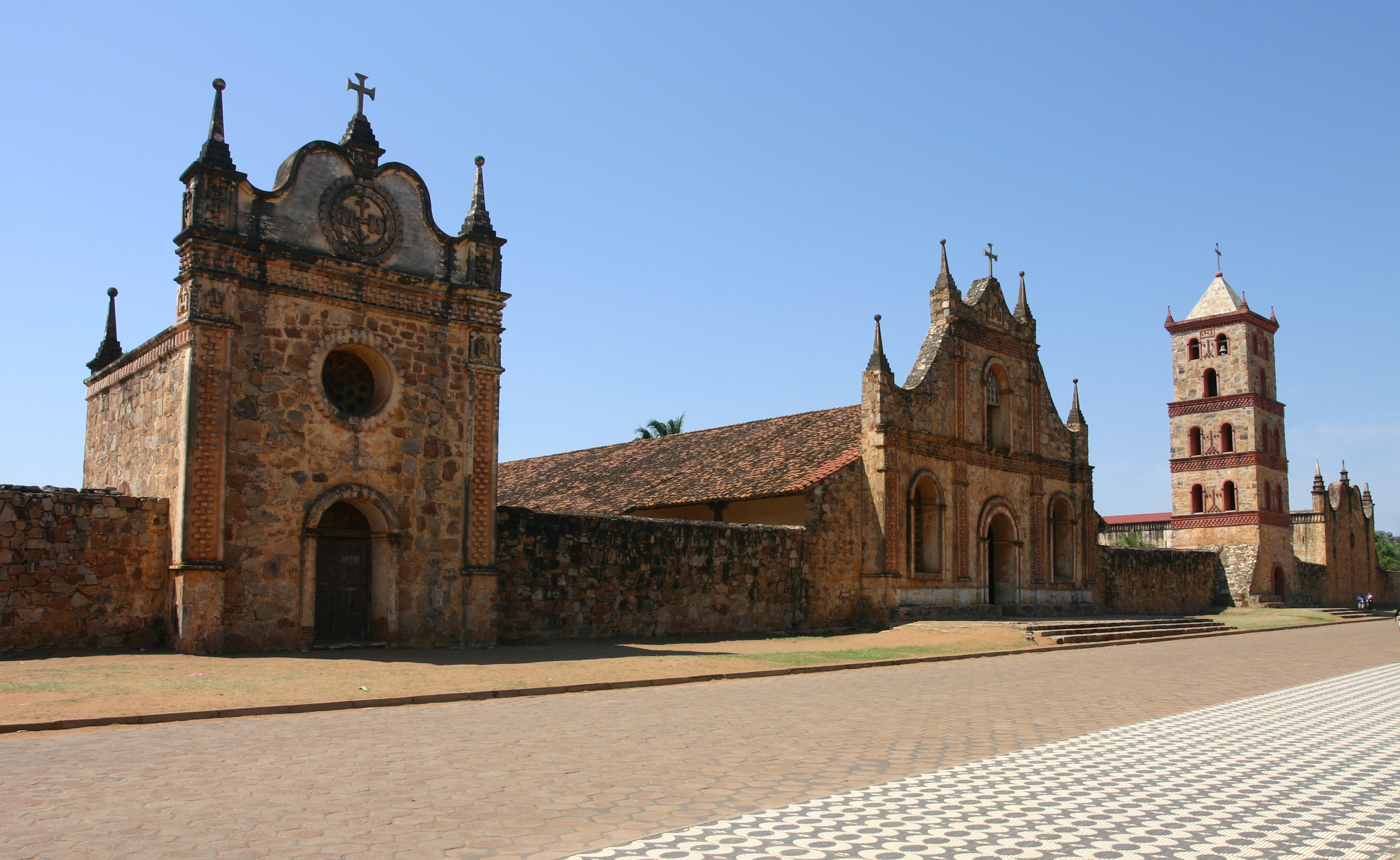
San José de Chiquitos

Die als Weltkulturerbe geschützten sechs Städte sind die letzten erhaltenen Siedlungen dieser Art in Bolivien. Weitere existieren in Argentinien, Brasilien und Paraguay.

## Geschichte
Beeinflusst von der Vorstellung europäischer Philosophen des 16. Jahrhunderts von der idealen Stadt gründeten die Jesuiten zwischen 1696 und 1790 im Gebiet der Chiquitos mehrere Siedlungen für zum Christentum missionierte Ureinwohner, die sogenannten Jesuitenreduktionen. In ihnen vermischte sich die christliche Architektur mit der traditionellen einheimischen Bauweise zu einem eigenen Stil. Ein Großteil der Kirchen der Chiquitos wurde vom Schweizer Jesuiten Martin Schmid konzipiert.
Diese Bauwerke wurden vom Schweizer Architekten Hans Roth (1934–1999) ab 1972 von Grund auf restauriert. Dieser Restauration ist es zu verdanken, dass sie ansehnlich wurden und in der erneuerten Form Eingang fanden in das Weltkulturerbe der UNESCO.
Die Mission San José de Chiquitos wurde um 1750 nur wenige Kilometer von der Stelle entfernt gegründet, an der sich zwischen 1560 und 1592 die Stadt Santa Cruz de la Sierra befunden hatte, bevor sie 1592 ca. 250 km nach Westen an ihren heutigen Standort verlegt wurde. Die Reste dieser Siedlung können im Süden der Stadt San José als archäologische Ausgrabungsstätte Santa Cruz la Vieja („Alt-Santa Cruz“) besichtigt werden.